# Орловский (Ростовская область)
Орловский — посёлок в России, в Ростовской области. Административный центр Орловского района и Орловского сельского поселения. С 1962 по 1992 год имел статус посёлка городского типа.
Население — 18 094 (2021)

## География
Посёлок расположен на юго-востоке области в пределах Сальско-Манычской гряды Ергенинской возвышенности, являющейся частью Восточно-Европейской равнины, по обеим сторонам балки Двойная (большая часть посёлка — по правой стороне), на высоте 103 метра над уровнем моря.
Рельеф холмисто-равнинный, имеются овраги. Почвы — чернозёмы южные. Почвообразующие породы — глины и суглинки.
географическое положение
По автомобильной дороге расстояние до Ростова-на-Дону составляет 250 км, до ближайшего города Пролетарск — 39 км. Близ посёлка проходит региональная автодорога Волгоград — Сальск. Через посёлок проходит железнодорожная ветка Тихорецкая — Волгоград Северо-Кавказской железной дороги.
Климат
Климат умеренный континентальный (согласно классификации климатов Кёппена-Гейгера — Dfa). Среднегодовая температура воздуха положительная и составляет + 9,5 °C, средняя температура самого холодного месяца января — 4,8 °C, самого жаркого месяца июля + 23,5 °C. Расчётная многолетняя норма осадков — 452 мм. Наименьшее количество осадков выпадает в марте (норма — 29 мм), наибольшее в июне (48 мм) и декабре (46 мм).

## История
Основан как посёлок при железнодорожной станции Двойная линии Тихорецкая — Царицын Владикавказской железной дороги, построенной в 1896—1898 годах. В 1910 году получен статус станицы. В том же году началось основное заселение, на вновь осваиваемые земли были переброшены казачьи семьи со станиц верхнего Дона: Курмоярской, Кундрюченской, Быстрянской, Луганской, Семикаракорской, Романовской и др. Согласно Алфавитному списку населённых мест области войска Донского 1915 года издания в станице Орловской насчитывалось уже 472 двора, в которых проживало 2097 душ мужского и 2092 души женского пола.
В первые четыре года существования станицы были построены мельницы, маслобойни, кузницы, кожевенный завод, сенники, лесные биржи, три церкви, двенадцать начальных школ, гимназия, восемьдесят пять магазинов.
В марте 1920 года в станице Орловской и прилегающих к ней хуторах окончательно была установлена Советская власть. На базе бывших помещичьих имений большевики организовали коммуны. В ряде населённых пунктов новая власть организовывает товарищества по совместной обработке земли, а в самой станице Орловской — земельное общество «Крестьянский труд».
Согласно первой Всесоюзной переписи населения 1926 года население станицы составило 4404 человек, из них великороссов — 3264, украинцев — 1086. На момент переписи станица являлась центром Орловского сельсовета Пролетарского района Сальского округа Северо-Кавказского края.
В 1962 году станица Орловская переименована в посёлок Орловский.

## Население
| 1959    | 1970    | 1979    | 1989    | 2002    | 2010    | 2012    | 2013    | 2014    |
| ------- | ------- | ------- | ------- | ------- | ------- | ------- | ------- | ------- |
| 7657    | ↗12 101 | ↗15 180 | ↗17 597 | ↗19 354 | ↗20 002 | ↘19 779 | ↘19 576 | ↘19 327 |
| 2015    | 2016    | 2017    | 2018    | 2019    | 2020    | 2021    |         |         |
| ↘19 166 | ↘19 012 | ↘18 757 | ↘18 590 | ↘18 332 | ↘18 220 | ↘18 094 |         |         |

## Известные уроженцы, жители
Сергей Владимирович Павлович (род. 1992, Орловский) — российский боец смешанных боевых искусств.
Никита Олегович Колотиевский (род. 2001, Орловский) — российский футболист, полузащитник клуба «Ростов».
Павел Фёдорович Костенко — советский хозяйственный, государственный и политический деятель, Герой Социалистического Труда.

## Инфраструктура
Экономика
Главное предприятие поселка — ОАО «Корммаш», сельхозмашиностроительный завод. Он был создан на базе Двойнянской МТС (юго-восток Ростовской области) 1 августа 1938 года и носил название «Орловский механический завод». В 1969 году на базе Орловского механического завода создали предприятие «Орловсксельмаш». В 1970-е годы он пережил крупную реконструкцию. И если в 1951 году площадь производственных цехов составляла 1189 м², то на 1 января 1978 года она возросла более, чем в 10 раз и составила 14593 м².
В 1992 году государственное предприятие Орловский завод сельскохозяйственного машиностроения — «Орловсксельмаш» преобразован в ОАО «Корммаш». Сегодня завод специализируется на выпуске сельхозорудий, пользующихся спросом во всей России.
В поселке Орловском проводится ярмарка сельскохозяйственной продукции. Все товары — местного производства: мука Орловской мельницы, её закупают и ростовские хлебокомбинаты; овощи и фрукты; поросята и овцы. Завершается ярмарка — скачками, в которых принимают участие и скакуны знаменитого конного завода Орловского района — «Донской».
Социальная сфера

### Образование
Учебные заведения:
- Орловский казачий кадетский корпус
- Орловская средняя общеобразовательная школа № 1
- Орловская средняя общеобразовательная школа № 2
- Орловская средняя общеобразовательная школа № 3
- Орловское многопрофильное профессиональное училище № 98
- Орловская школа искусств.

Детские сады:
- № 1 «Березка»
- № 2 "Колосок
- № 11 «Теремок»
- № 12 «Сказка»

### Медицина
В поселке Орловском расположено основное лечебное учреждение МБУЗ «Орловская центральная районная больница» Орловского района Ростовской области. В своей структуре больница имеет поликлинику и стационар на 251 коек, в том числе 100 коек дневного пребывания.

### Транспорт

#### Железнодорожный транспорт
В поселке Орловском расположена железнодорожная станция Двойная Ростовского региона Северо-Кавказской железной дороги на двухпутной электрифицированной магистрали «Волгоград — Сальск». Через станцию проходят грузовые составы, пассажирские поезда дальнего следования и пригородного сообщения.

#### Автомобильный транспорт
В поселке Орловском расположен остановочный пункт ПАО «Донавтовокзал», через который осуществляется междугороднее и внутрирайонное автобусное сообщение с областным центром городом Ростовом-на-Дону, населёнными пунктами Орловского района и других районов Ростовской области.
В поселке имеются внутренние поселковые маршруты автобусов:
- № 1 «Западный микрорайон —Машиносчетная —х. Быстрянский»
- № 2 «Молзавод—Автостанция—х. Быстрянский»
- № 3 «Восточный—Автостанция—СТФ»
- № 4 «Западный микрорайон —Машиносчетная —ОСОШ № 4»
- № 6 «Вокзал—Сказка».

## Достопримечательности
- Храм Рождества Пресвятой Богородицы[27].
- Полуостров тюльпанов